# Oszillogramm

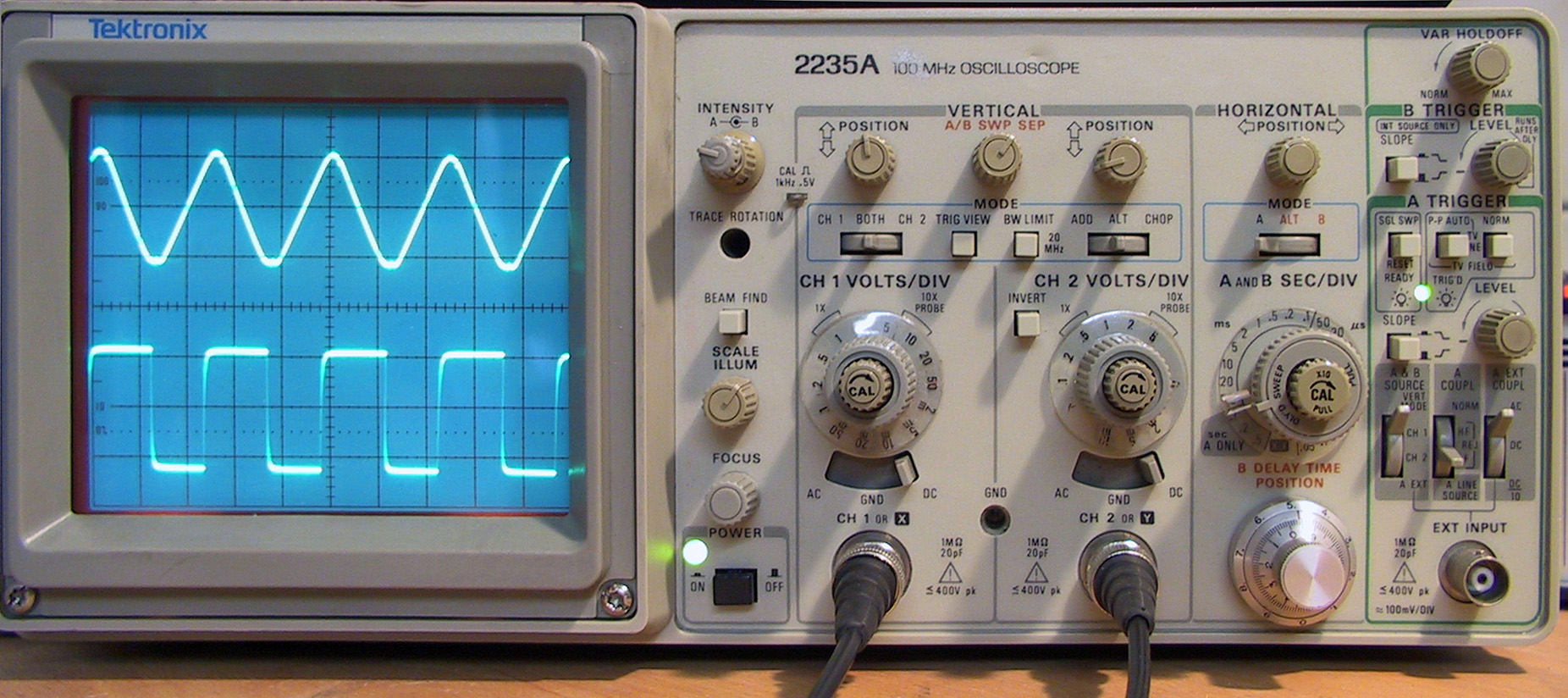
Oszilloskop mit Oszillogramm (hier: zeitlicher Verlauf einer Dreieck- und einer Rechteckschwingung)

Ein Oszillogramm ist das auf dem Bildschirm eines Oszilloskops angezeigte Bild bzw. der auf dem Protokollmedium eines Oszillographen aufgezeichnete Graph.
Meist dienen diese Darstellungen der Wiedergabe von zeitlichen Entwicklungen physikalischer Messgrößen.

Beim Oszilloskop fährt hierzu ein Elektronenstrahl in der Bildröhre in der Regel von links nach rechts über den Bildschirm und wird in Abhängigkeit von der Messgröße vertikal abgelenkt. Der Elektronenstrahl regt die fluoreszierende Beschichtung des Bildschirms zum Leuchten an, so dass der Eindruck eines Lichtpunktes entsteht. Gegenwärtig werden fast ausschließlich digitale Oszilloskope (DSO, englisch: Digital Storage Oscilloscope) eingesetzt. Die Messgrößen werden in diesen Geräten digitalisiert, in einem Datenspeicher abgelegt und mittels einer Flüssigkristallanzeige dargestellt.

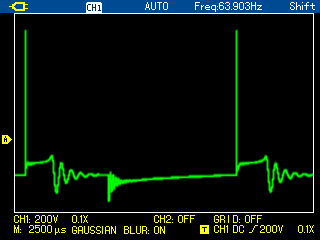
Zündspannungsoszillogramm eines G-Kat-Ottomotors von einem DSO

Über eingebaute Datenschnittstellen und eine integrierte Software kann das Oszillogramm außerdem in einem Grafik- u./o. Videoformat, ausstattungsabhängig auch an einen Drucker u./o. PC ausgegeben werden.
Beim Oszillographen wird meist ein Papierstreifen unter einem Stift hindurchgezogen und in Abhängigkeit von der Messgröße die Position des Stiftes quer zur Bewegungsrichtung des Papierstreifens verändert.
Es gibt auch Oszillogramme, bei denen statt auf einer Achse die Zeit abzutragen, auf beiden Achsen zyklische Messgrößen abgetragen werden.